# Manuel Medina Ortega
Manuel Medina Ortega (Arrecife, Lanzarote, Provincia de Las Palmas, 15 de diciembre de 1935) es un jurista y político español. Licenciado en Derecho por la Universidad de La Laguna (1957) se doctora en Derecho por la Universidad de Madrid (1961). En 1962 obtiene un máster en Derecho Comparado por la Universidad de Columbia.

## Biografía
Proviene de una familia numerosa, es el mayor de ocho hermanos. Sus padres fueron Rafael Medina Armas, alcalde de Arrecife (Lanzarote) en 1936 por el Frente Popular y Celia Ortega González.
En cuanto a su trayectoria académica, ha sido profesor de Derecho Internacional y Relaciones Internacionales de la Universidad Complutense de Madrid (1959-1975), profesor de la Universidad de Redlands, California (1969-70), decano de la Facultad de Ciencias Políticas y Sociología de la Universidad Complutense de Madrid (1975), catedrático de Derecho Internacional de la Universidad de La Laguna (1975-78), vicerrector de la Universidad de La Laguna (1976-78) y catedrático de Relaciones Internacionales de Universidad Complutense de Madrid (1978-82). Es miembro de la Asociación Española de Profesores de Derecho Internacional y Relaciones Internacionales.
Fue comendador de número de la Orden de Isabel la Católica desde 1985.
Como político, ha sido diputado a Cortes por el PSOE (1982-87) y fue Diputado al Parlamento Europeo desde el año 1986 con la entrada de España en la Unión Europea compatibilizándolo con el Congreso de los Diputados.
| Predecesor: Fernando Morán | Presidente de la Delegación Socialista Española en el Parlamento Europeo 1994-1999 | Sucesor: Rosa Díez |

### Actividad Académica
- Licenciado en Derecho por la Universidad de La Laguna.
- Abogado del Ilustre Colegio de Abogados de Madrid.
- Doctor en derecho por la Universidad de Madrid y Master of Compartive Law, Columbia University, Nueva York.
- Profesor, Universidad de Redlands, California
- Decano, Facultad de Ciencias Políticas, Universidad Complutense de Madrid.
- Catedrático de Derecho Internacional, Universidad de La Laguna.
- Vicerrector, Universidad de La Laguna.
- Catedrático de Relaciones Internacionales, universidad Complutense de Madrid.
- Vicerrector de la Universidad Menéndez Pelayo.
- Colaborador científico de la Facultad de Ciencias Políticas y Sociología de la Universidad Complutense de Madrid.
- Presidente de la Asociación para la promoción del Derecho Europeo de la Universidad de Treveris en Alemania.

### Actividad Parlamentaria
- Diputado a Cortes (1982-1987).
- Presidente de la Comisión de Asuntos Exteriores, Congreso de los Diputados (1982-1986).
- Miembro del Parlamento Europeo (1986-2009).
- Vicepresidente del Parlamento Europeo (1986-1987).
- Presidente, Delegación Relaciones América del Sur (1987-1994).
- Presidente de la Asamblea Interparlamentaria para la Democracia en Chile (1989).
- Observador internacional en los procesos electorales de Chile, Paraguay, Perú, Venezuela y Ecuador.
- Presidente de la Delegación socialista española en el Parlamento Europeo (1994-1999).

## Publicaciones
- La Organización de Naciones Unidas su estructura y funciones. Ed. Tecnos 1974. Madrid.
- Las Organizaciones Internacionales. Ed. Tecnos, 1976. Madrid.
- La Comunidad Europea y sus principios constitucionales. Ed. Tecnos 1974. Madrid.
- Teoría y formación de la Sociedad Internacional. Ed. Tecnos 1982. Alianza Editorial 1986.
- El derecho de secesión en la Unión Europea. 2014
- Numerosos artículos científicos en revistas especializadas en Derecho y Relaciones Internacionales.

## Premios y condecoraciones
Entre los premios y condecoraciones recibidas se citan algunas:
- Caballero Orden de Mayo, Argentina.
- Gran Cruz de la Orden de Bernardo O´Higgins, Chile.
- Gran Cruz de la Orden de Nariño, Colombia.
- Gran Cruz de la Orden de Francisco de Miranda, Venezuela.